# Frillendorf
Frillendorf ist ein Stadtteil im Osten der Stadt Essen. Er besitzt überwiegend Wohngebiete und Gewerbeflächen auf ehemaligen Zechengeländen. Im Osten grenzt Frillendorf an Kray, im Norden an Schonnebeck und Stoppenberg, im Süden an Huttrop und im Westen an das Ostviertel, das zur Innenstadt zählt.

## Charakter

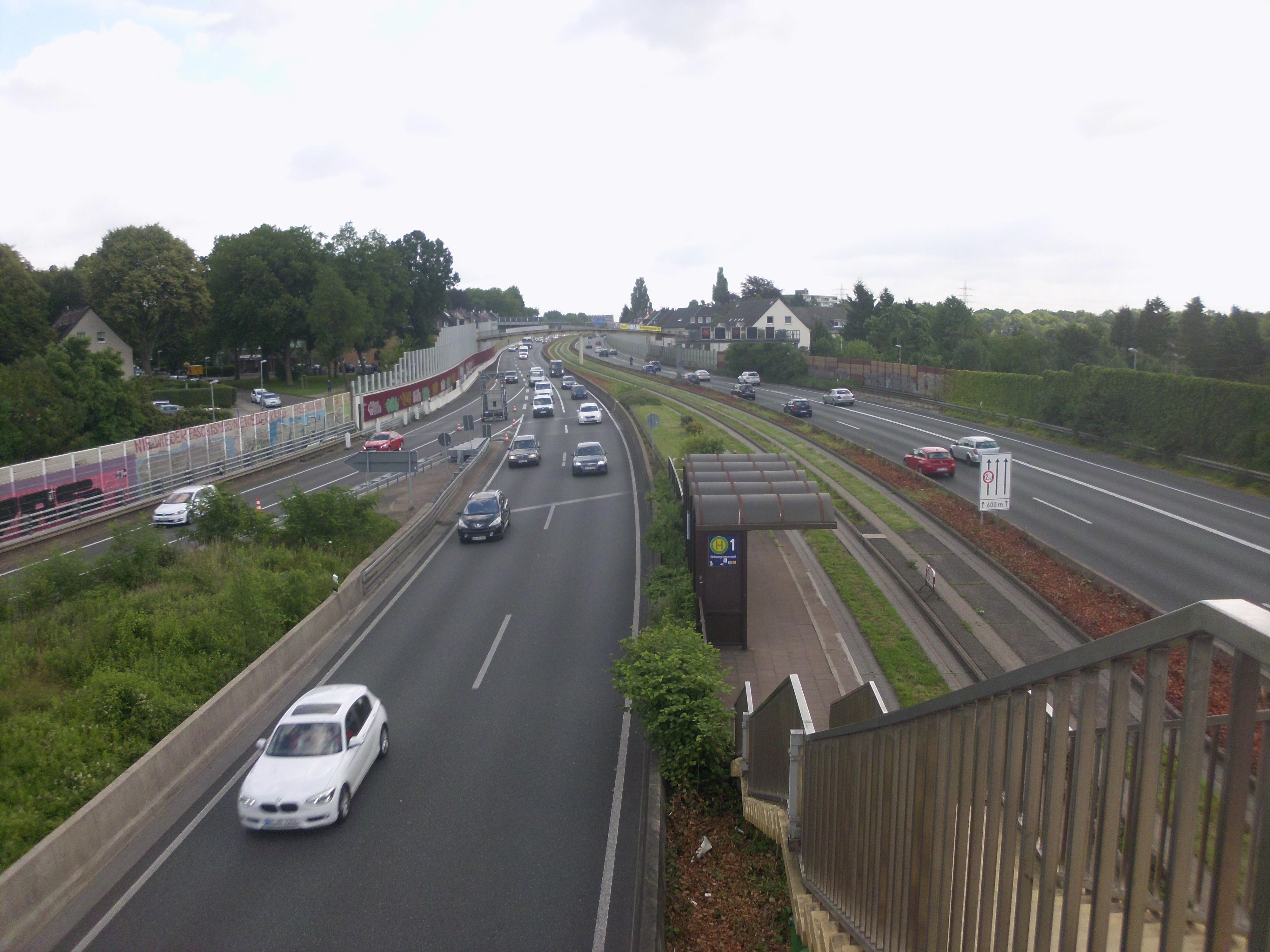
Autobahndreieck Essen-Ost

Frillendorf ist in erster Linie von teils lockerer Wohnbebauung mit einigen Grünflächen und Kleingärten geprägt. Auf alten Zechengeländen befinden sich heute ausgedehnte Gewerbegebiete. Einen Ortskern gibt es nicht.
Wenige Gebäude der alten Zeche Königin Elisabeth sind noch vorhanden. Das Betriebsgebäude aus dem Jahre 1912 steht heute unter Denkmalschutz. Heute befindet sich darin ein Fotostudio und ein Künstleratelier. Am Schacht Emil hat sich die ehemalige Bergbaustätte zu einem Gewerbekomplex gewandelt.
Im Nordosten des Stadtteils befinden sich noch einige Gebäude der ehemaligen Schachtanlage Hubert der Zeche Königin Elisabeth, die mittlerweile durch andere Gewerbebetriebe genutzt werden. Die Fördergerüste sind nicht mehr erhalten.
Der Stadtteil verfügt mit der Regenbogen Schule über eine Grundschule, die vor einiger Zeit durch den Zusammenschluss der Frillendorfer Schule und der katholischen Karl-Borromäus-Schule entstanden ist.
Früher gab es an der Hubertstraße auch eine städtische Hauptschule, die aber in den achtziger Jahren des letzten Jahrhunderts im Zuge des allgemeinen Hauptschulsterbens aufgegeben wurde. Ende der achtziger und Anfang der neunziger Jahre wurden die Gebäude als Flüchtlingsunterkünfte für Flüchtlinge aus dem zerfallenden Ostblock und Kriegsflüchtlinge aus dem zerfallenden Jugoslawien genutzt. Mittlerweile (Stand 2022) sind fast alle Gebäude abgerissen worden. Als letzter Teil der Schule steht noch die kleine Turnhalle (Baujahr 1959) an der Ecke Ernestinenstraße/Hubertstraße. Nördlich der Turnhalle ist der völlig zugewachsene Aschenplatz der Hauptschule, der auch vom ESV Frillendorf genutzt wurde. 2024 wurde auf dem alten Gelände der Schule eine Kindertagesstätte errichtet.

## Verkehr
Das Autobahndreieck Essen-Ost der Bundesautobahn 40 und der Bundesautobahn 52 liegt zum Teil in Frillendorf. Die frühere Auffahrt in Richtung Westen, von der sowohl auf die Bundesautobahn 40 in Richtung Duisburg, als auch auf die Bundesautobahn 52 in Richtung Düsseldorf aufgefahren werden konnte, ist geschlossen und zurückgebaut. Ebenso ist die kombinierte Abfahrt der Bundesautobahn 40 von Duisburg kommend und der Bundesautobahn 52 von Düsseldorf kommend, geschlossen. Dafür gibt es jetzt eine kombinierte Auf-/Abfahrt etwa einen Kilometer weiter östlich. Diese Anschlussstelle heißt weiterhin Essen-Frillendorf und führt weiter die alte Nummer, obwohl sie im Stadtteil Kray liegt.
Durch Frillendorf verlaufen die Buslinien 154, 155, 160, 161 und 166 sowie die Spurbuslinie 146 auf einer eigenen Fahrspur in der Mitte der Bundesautobahn 40. Die Nachtbusse der Linien 3 und 4 verbinden den Stadtteil auch Nachts mit dem Zentrum und umliegenden Stadtteilen. Sämtliche Buslinien werden von der Ruhrbahn betrieben.
| Linie | Verlauf | Takt (Mo–Fr)                                                        |
| ----- | --- | ------------------------------------------------------------------- |
| 146   | Essen Hbf – Huttrop Feldhaushof – Frillendorfer Platz – Kray Mitte – Kray Nord Bf – Kray Mitte – Kray Süd Bf – Isinger Feld – Leithe Wackenberg | 5 min (Essen Hbf–Kray Nord) 20 min (Kray Nord–Leithe)               |
| 154   | Essen-Beisen – Schonnebeck – Frillendorf Hubertstraße – Betriebshof Stadtmitte – Rathaus Essen – Essen Hbf – Huttropstraße – Bergerhausen – Annental Betriebshof Ruhrallee | 20 min                                                              |
| 155   | Gelsenkirchen-Rotthausen Achternbergstraße – Schonnebeck – Frillendorf Hubertstraße – Betriebshof Stadtmitte – Rathaus Essen – Essen Hbf – Huttropstraße – Bergerhausen – Annental – Heisingen Rote Mühle – Kampmannbrücke – Kupferdreh                                                                                     | 20 min                                                              |
| 160   | Borbeck Bf – Altendorf Schölerpad – Nöggerathstr. – Frohnhausen, Gervinusstr. – Holsterhausen – Rüttenscheid Martinstraße – Bergerhausen Huttropstr. – Huttrop Schwanenbuschstr. – Frillendorf – Stoppenberg Ernestinenstr.                                                                                                 | 20 min                                                              |
| 161   | Altendorf Schölerpad – Frohnhausen – Frohnhausen – Holsterhausen – Rüttenscheid Martinstraße – Bergerhausen Huttropstr. – Huttrop Schwanenbuschstr. – Frillendorf – Stoppenberg Ernestinenstr. | 20 min                                                              |
| 166   | Essen-Dellwig Bf – Dellwig – Gerscheder Weiden – Bergeborbeck – Gewebepark M1 – Universität Essen – Berliner Platz – Bismarckplatz – Essen Hbf – Rathaus Essen – Frillendorfer Platz – Kray Eickenscheidt – Steele – Überruhr-Hinsel – Überruhr-Holthausen Klapperstr. – Burgaltendorf Burgruine – Hattingen-Niederwenigern | 20 min (Dellwig–Burgaltend.) 20/40 min (Burgaltend.–Niederwenigern) |
| NE3   | Essen Hbf – Frillendorf Hubertstraße – Zeche Bonifacius → Kray Nord Bf → Kray Mitte → Kray Süd Bf → Rodenseelbrücke | 60 min                                                              |
| NE4   | Essen Hbf – Frillendorfer Platz – Steele – Überruhr-Hinsel Sonderfeld – Lehmanns Brink (NE6) – Burgaltendorf Burgruine | 60 min                                                              |

## Bevölkerung
Am 31. März 2025 lebten 5.801 Einwohner in Frillendorf.
Strukturdaten der Bevölkerung in Frillendorf (Stand: 31. März 2025):
- Bevölkerungsanteil der unter 18-Jährigen: 18,6 % (Essener Durchschnitt: 16,9 %)[3]
- Bevölkerungsanteil der mindestens 65-Jährigen: 20,1 % (Essener Durchschnitt: 21,7 %)[4]
- Ausländeranteil: 19,1 % (Essener Durchschnitt: 20,6 %)[5]

## Geschichte

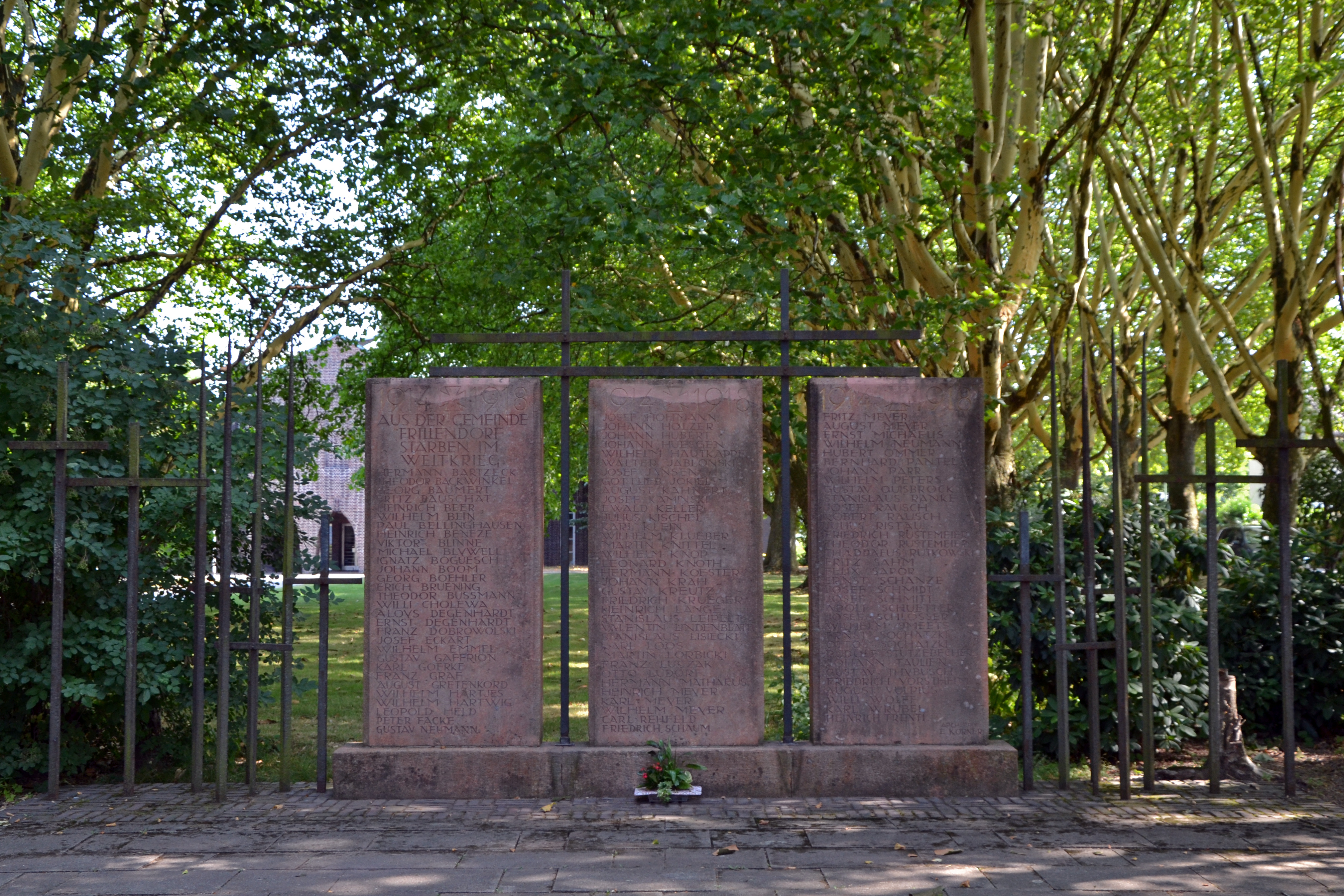
Ehrenmal zur Erinnerung an die Gefallenen des Ersten Weltkriegs

Erste urkundliche Erwähnung fand Frillendorf in den Vogteirollen des Grafen Friedrich von Isenberg-Altena im Jahre 1220 als Vrylincthorpe, was so viel wie Dorf der Freien bedeutet. In diesen Vogteirollen, es gibt eine kleine von vor 1220 und eine große aus dem Jahre 1220, sind alle etwa 1400 Höfe aufgelistet, über die die Grafen von Isenberg-Altena das Vogteirecht hatten, darin knapp 900 Höfe im Stift Essen. Frillendorf war eine Bauerschaft. Ab 1808 gehörte Frillendorf zur neu gegründeten Munizipalität Altenessen. 1813 wurde die Munizipalität Altenessen zur Bürgermeisterei, der auch Frillendorf angehörte. 1874 spaltete sich daraus die Bürgermeisterei Stoppenberg samt Frillendorf ab.

Nahe der Kirche des Heiligen Schutzengel wurde am 14. Juli 1928 ein Ehrenmal zur Erinnerung an die Gefallenen des Ersten Weltkriegs aus Frillendorf eingeweiht. Es wurde, wie die benachbarte Kirche, vom Architekten Edmund Körner entworfen und besteht aus drei etwa 2,8 Meter hohen Steintafeln aus Rochlitzer Porphyr, von eisernen Kreuzen gerahmt. Die Steintafeln tragen 94 Namen gefallener Männer, die noch heute gut lesbar sind.

### Industrialisierung

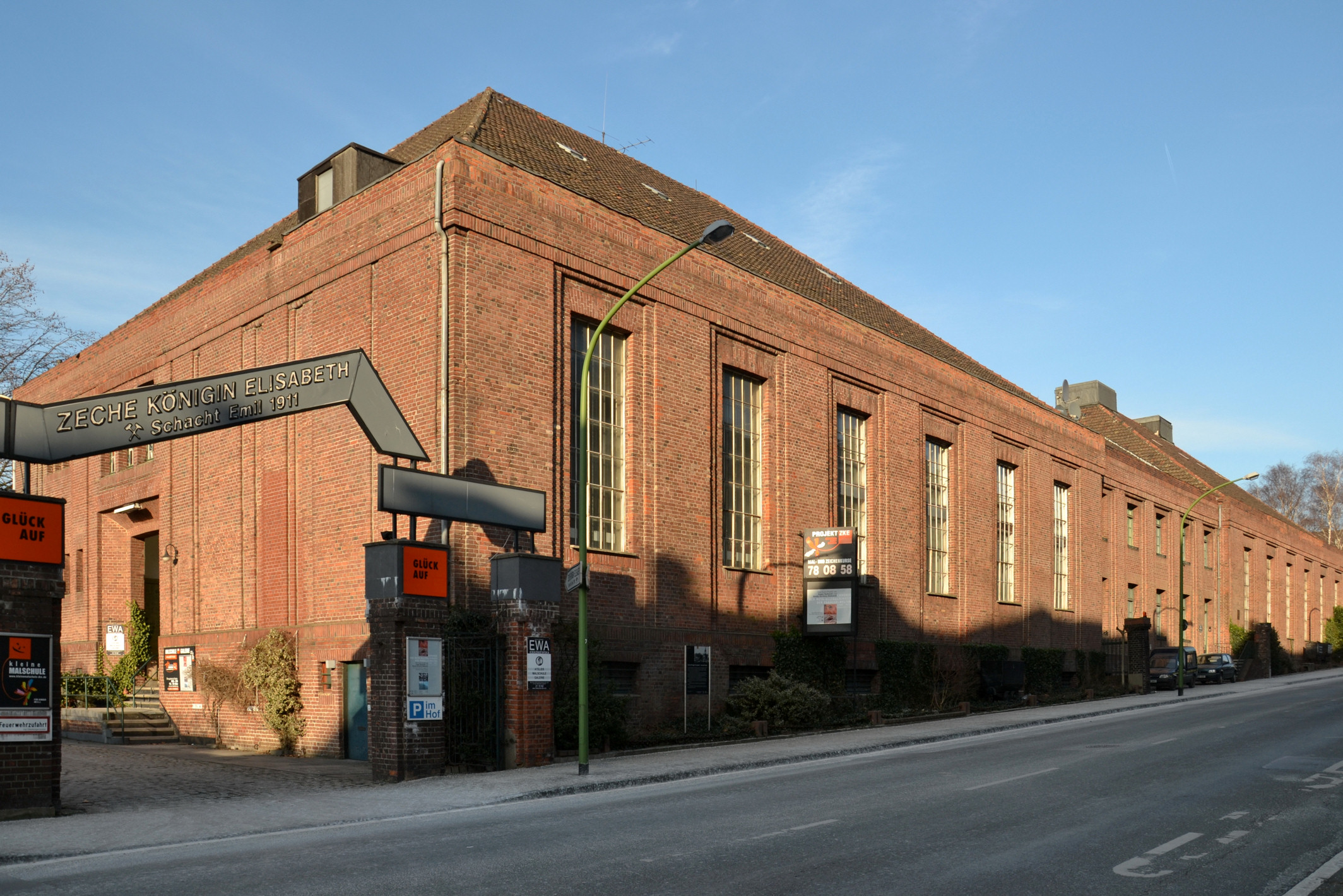
Zeche Königin Elisabeth, Schacht Emil

Ab Mitte des 19. Jahrhunderts prägten Steinkohlen-Bergwerke, wie die der Gruppe der Zeche Königin Elisabeth, den Ort. Dazu entstanden weitere Industrieanlagen wie Ziegeleien und Kokereien. Bis dahin hatte das ländlich geprägte Frillendorf nahezu gleichbleibend unter 100 Einwohner. Um die Jahrhundertwende 1900 wandelte sich das Dorf rasch in einen Industriestandort. Für zugewanderte Arbeitskräfte wurden Bergarbeitersiedlungen errichtet. Die erste entstand 1872 am Kumpelweg (die Straße und auch die Wohnbebauung sind Mitte der achtziger Jahre aufgehoben, beziehungsweise abgerissen und überbaut worden), weitere folgten an der Hubertstraße, der Elisabethstraße und am Zehntfeld. Im Jahre 1900 zählte Frillendorf durch diese Zuwanderung von Arbeitskräften bereits 1369, und 1928 dann 3836 Bürger. Die Kurve erreichte 1975 mit rund 6900 Einwohnern ihren Höhepunkt. Ab diesem Zeitpunkt machte sich der Strukturwandel, bedingt durch Zechensterben, bemerkbar. Die Einwohnerzahl sank langsam bis auf den heutigen Stand von 5739 Menschen.

Durch den Bergbau sank der Grundwasserspiegel soweit ab, dass gegen Ende des 19. Jahrhunderts die Wasserversorgung Frillendorfs und der umliegenden Orte Schonnebeck, Stoppenberg und Huttrop gefährdet war. Die Gemeinden taten sich 1897 zusammen und schlossen einen Wasserliefervertrag mit der Stadt Steele ab. In Folge wurde 1907 an der heutigen Ernestinenstraße (damals Höhenstraße) ein erster Wasserturm erbaut. Der heutige Wasserturm Frillendorf wurde 1925 nach Plänen des Architekten Arndts direkt neben den ersten Turm errichtet. Er dient heute noch der Deckung von Bedarfsspitzen sowie als Ausgleichsbehälter und wurde zuletzt 2006 renoviert. Der alte Turm wurde 1973 niedergelegt.

### Kirchen
1902 wurde ein katholischer Kirchenbauverein gegründet, da Frillendorf bis 1918 zur St.-Nikolaus-Pfarrei in Stoppenberg gehörte. Ab diesem Jahr gab es eine Notkirche im Saal der ehemaligen Gaststätte Frillendorfer Höhe in der Elisabethstraße. Am 7. Oktober 1923 legte man den Grundstein für eine eigene katholische Kirche.
In dieser Kirche des Heiligen Schutzengel wurde Weihnachten 1924 zwar die erste Messe gefeiert, jedoch wurde die Kirche erst 1958 mit der Vollendung des Kirchturms komplett fertig. Seit 1988 unter Denkmalschutz stehend, war sie die erste Kirche im Erzbistum Köln, die nicht in neugotischem oder neuromanischem Stil errichtet worden war. Mit ihren Ziegelsteinen zählt man sie zum Backsteinexpressionismus, entworfen vom Architekten Edmund Körner. Zur Kirche gehört ein katholischer Kindergarten.
1960 wurde das Barenbruch Gemeindezentrum eingeweiht, womit die evangelische Gemeinde Frillendorf ihre Abkopplung von der Gemeinde des Nachbarstadtteils Stoppenberg manifestierte. Das Zentrum, das sich heute Auf´m Böntchen nennt, besteht aus drei Gebäuden: der Kirche (die multifunktional auch als Gemeindesaal genutzt wird), dem Kindergarten und dem Gemeindehaus mit diversen Räumen. Organisatorisch gehört das Gemeindezentrum heute wieder zur fusionierten Thomasgemeinde in Frillendorf und Stoppenberg. Der bisher als Kirche genutzter Gemeindesaal mit der Adresse Auf´m Böntchen, wurde Anfang des Jahres 2021 niedergelegt. Die weiteren Bauten, so der Kindergarten bestehen weiter.

### Wappen

Wappen von Frillendorf

Blasonierung: „In Rot, vier mit ihren Giebeln zur Schildmitte gekehrte silberne (weiße) Häuser mit schwarzem Fachwerk und Tor.“
Das Wappen wurde von Kurt Schweder entworfen und hatte nie offiziellen Charakter. Ende der 1980er Jahre schuf der Heraldiker für alle Essener Stadtteile Wappen. Sie sind inzwischen von der Essener Bevölkerung gut angenommen worden.
Der Ortsname wird abgeleitet von "Vringdorpe" oder "Vrintrope" und bedeutet "Dorf der Freien". Es handelt sich demnach um ein "redendes Wappen" welches durch die Anordnung der Häuser (Dorf) dargestellt wird. Die daraus entstandene zwei Pfeilen ähnelnde Schildfläche soll ein Freiheitszeichen darstellen (Frei; Frillen-).